# James Stagg
James Martin Stagg (30 juin 1900 - 23 juin 1975) était le chef météorologue au quartier général britannique et responsable d'avoir convaincu le général Dwight D. Eisenhower de changer le jour du débarquement pour le matin du 6 juin 1944. 

## Formation
James Stagg est né à Dalkeith, Midlothian, Écosse. Il obtint un doctorat de l'Université d'Édimbourg. Il devint un assistant au Met Office, le bureau de météorologie britannique, en 1924 et dirigea l'expédition britannique dans l'arctique canadien en 1932-33. À partir de 1939, il est nommé directeur du Kew Gardens Observatory mais en 1943, il est transféré dans la RAF avec le grade de Group Captain (équivalent d'un colonel dans l'aviation britannique) et  devint le conseiller météorologique d'Eisenhower.

## Débarquement de Normandie
Il y avait alors trois groupes de météorologistes (Royal Navy, Met Office and USAAF) qui travaillaient indépendamment, se rapportant à James Stagg chef prévisionniste au quartier-général, pour fournir des conseils au général Eisenhower sur sa planification de l'Opération Overlord. Originellement, le Jour J devait être lancé le 5 juin 1944 mais le mauvais temps promettait de se prolonger plusieurs jours autour de cette date et le 19, prochain jour avec une marée favorable, avait été suggéré comme changement au plan. À 04h30 le matin du 4 juin, la prévision fournie par Sverre Petterssen et les autres météorologistes a contribué de manière significative à la décision d'Eisenhower de remettre le débarquement au 6 juin. En effet, chacune des trois équipes avait prévu une accalmie le 6 juin.
Heureusement, la prévision s'est avérée bonne car le 19 juin, une des plus violentes tempêtes du siècle affecta La Manche. Le 17 juin, toutes les équipes ont prévu des conditions atmosphériques parfaites pour le 19 juin montrant que tout n'était pas encore parfait dans les méthodes de prévision. Si le débarquement avait été lancé le 5, les pertes des Alliés auraient probablement été bien plus élevées et encore pires le 19.
La version de la contribution des différents groupes dans la prévision du temps pour le Jour J commença à être distordue après la guerre. La politique de Petterssen a toujours été de ne pas individualiser le travail mais l'américain Krick et le britannique Stagg ont chacun tenté de tirer la couverture de leur côté. Finalement, Petterssen consacra cinq chapitres de ses mémoires à l'Opération Overlord, pour remettre les pendules à l'heure (1971).

## Après-guerre
Stagg travailla comme directeur des services au Met Office jusqu'en 1960. Il fut élu Fellow de la Royal Society of Edinburgh en 1951, fait chevalier en 1954 et élu président de la Royal Meteorological Society en 1959.